# Милетич, Радивое
Радивое Милетич (серб. Радивоје Милетић; род. 6 декабря 1947; село Штович, Фоча) — сербский генерал и военный деятель, военачальник армии боснийских сербов в период войны в Боснии и Герцеговине.

## Биография
Генерал Радивое Милетич родился 6 декабря 1947 года в селе Штович близ Фочи в СФРЮ в семье Митра и Йоки Милетич. Окончил основную школу в 1963 году, среднюю техническую школу в 1967 и Военную академию по направлению ПВО в 1971 году. 22 июля того же года получил чин подпоручика и принял участие в крупных военных учениях «Свобода-71». На протяжении военной карьеры занимал ряд командных должностей, а также преподавал в ряде военных учебных заведений.
В 1992 году Милетич был произведён в полковники. В июле того же года он вступил в Армию Республики Сербской, где получил должность начальника отделения по вопросам ракетно-артиллерийских подразделений ПВО при Главном штабе. С июля 1993 года и вплоть до конца 1996 года был начальником Управления по оперативным вопросам и подготовке. 16 июня 1995 года Милетич получил звание генерал-майора. В 1999 году принимал участие в войне НАТО против Югославии. 31 января 2000 года был отправлен на пенсию.
Генерал Милетич был обвинен Гаагским трибуналом за резню в Сребренице и с февраля 2004 года находится в камере в Схевенингене. После длительного судебного процесса был осужден на 19 лет тюремного заключения за преступления против человечности. Во время нахождения в камере трибунала генерал Милетич практически потерял зрение из-за диабета. В январе 2014 года врачи обнаружили у него лейкемию.
Женат, имеет двоих детей — сына Зорана и дочь Майю.

## Ордена и награды
- Югославия Орден за военные заслуги с серебряными мечами
- Югославия Орден народной армии с серебряной звездой
- Югославия Орден за военные заслуги с золотыми мечами
- Югославия Орден Героя Социалистического труда
- Югославия Орден труда с золотым венком